# Técnico em enfermagem
Técnico em enfermagem, ou técnico de enfermagem, ou até mesmo chamado de enfermeiro técnico é um profissional da área da saúde que presta serviços de enfermagem, a pacientes em hospitais, clínicas, domicílios e nos serviços de atendimento a urgência e emergência pré-hospitalar, entre outros.

## No Brasil
No Brasil, é um profissional com formação de nível médio técnico, regulado pela Lei Federal nº 7.498, de 25 de junho de 1986. Esse profissional da área de enfermagem atua em unidades básicas de saúde, equipes de saúde da família, hospitais desde a emergência, unidades de internação nas mais diversas especialidades, em centros cirúrgicos, setor de esterilização de materiais, instituições de longa permanência para idosos (ILPIs), clínicas de diagnóstico por imagem e laboratórios de análises clinicas e até mesmo em equipes de HomeCare.
O curso de técnico de enfermagem dura, em média, 24 meses dependendo da instituição escolhida, porém, ao final do curso o aluno deve contar com a carga horária estabelecida.
O técnico em enfermagem pode ingressar em cursos de especialização pós técnico, buscando aprimoramento em especialidades como enfermagem do trabalho, urgência & emergência, UTI, geriatria, pediatria, nefrologia entre outras.

### Setores que pode trabalhar
O profissional pode trabalhar em pronto-socorro, sala de triagem, enfermaria clínica, enfermaria cirúrgica, pediatria, sala de esterilização, sala de nebulização, sala de hemodiálise, sala de cirurgia, ambulâncias de resgate e remoção médica e sala de trauma.

### Atuação na ambulância
Não poderá sair em ambulância tipo SAMU sem a presença de um profissional de nível superior (enfermeiro), pois se assim o fizer e o paciente vier ao óbito responderá civil e administrativamente com possibilidade de perda de registro profissional, esta lei entrou em vigor em 2015.

### O foco da profissão
Essa profissão da área saúde tem como foco principal a assistência do cuidado.
Diferente da medicina, que o foco é diagnosticar doenças, o foco do técnico em enfermagem é prestar assistência e cuidados especializados ao paciente, garantindo um trabalho longe de imperícia, imprudência e negligência. O técnico em enfermagem é o profissional habilitado a prestar assistência de nível médio ao paciente/cliente mediante prescrições e supervisão do enfermeiro.

### O salário
O piso para técnicos com jornada de 44h semanais é de R$ 3.325, definido pela Lei nº 14.434/2022. Sendo que a média estipulada do valor pago é de R$ 2.005,50, possuindo variações de acordo com os estados.
Como é uma profissão de risco biológico e físico alto, o profissional tem direito ao adicional de insalubridade de até 30% do seu salário, isso conforme a lei trabalhista Brasileira escrita na CLT.